# Dieter Annies
Dieter Annies (* 1. Dezember 1942 in Elbing) ist ein deutscher Politiker und war FDP-Abgeordneter der letzten Volkskammer 1990.
Der gebürtige Westpreuße Annies verbrachte seine Schulzeit in Görlitz und absolvierte danach von 1958 bis 1961 eine Lehre zum Klempner und Installateur. 1970 qualifizierte er sich zum Meister und eröffnete einen eigenen Handwerksbetrieb. Im Februar 1990 wurde Annies Mitglied der F.D.P. und wenig später deren Bezirksvorsitzender im damaligen Bezirk Karl-Marx-Stadt. Für die Volkskammerwahlen am 18. März 1990 bekam er in seinem Wahlbezirk den Listenplatz 3 des Wahlbündnisses Die Liberalen und zog als Abgeordneter in die Volkskammer ein. Am 28. September 1990 wurde Annies von der Volkskammer der DDR in den Bundestag  gewählt, wo er bis zum 20. Dezember als Abgeordneter der Freien Demokratischen Partei (FDP) verblieb. Für die Wahlen zum 12. Bundestag kandidierte er erfolglos. 
Mitte der 1990er verließ Annies die FDP. Bei der sächsischen Landtagswahl 1999 kandidierte er erfolglos als Spitzenkandidat für die rechtskonservative Pro DM.
Dieter Annies lebt in Limbach-Oberfrohna und ist Inhaber einer Haustechnikfirma.